# Кугенерка
Кугене́рка (рос. Кугенерка, марій. Кугэҥер) — присілок у складі Медведевського району Марій Ел, Росія. Входить до складу Знаменського сільського поселення.
Стара назва — Кугунерка.

## Населення
Населення — 51 особа (2010; 49 у 2002).
Національний склад (станом на 2002 рік):
- лучні марійці — 92 %